# 1998年冬季残疾人奥林匹克运动会加拿大代表团
1998年冬季残疾人奥林匹克运动会加拿大代表团是加拿大派出的1998年冬季残疾人奥林匹克运动会代表团。获得1枚金牌、9枚银牌和5枚铜牌。